# Jean-Philippe Pipart
Jean-Philippe Pipart (né le 30 mars 1954 à Cambrai) est un coureur cycliste français. Il évolue au niveau professionnel en 1979 et 1980 avec l'équipe La Redoute-Motobécane.

## Palmarès

### Palmarès amateur
- Amateur
  - 1969-1978 : 83 victoires
- 1973
  - 3e du Grand Prix des Marbriers
- 1974
  - Tour de la Vienne
- 1975
  -  Champion de France universitaire
  - Grand Prix des Marbriers
  - 3e étape des Trois Jours de Marcoing
  - 2e des Trois Jours de Marcoing
- 1976
  - Trophée Picon
  - Circuit des Espoirs
  - 3e de la Poly Nordiste
- 1977
  - 2e de la Ronde de l'Oise
- 1978
  - Championnat de Flandres-Artois
  - Grand Prix de Saint-Souplet
  - Grand Prix des Cévennes
  - Tour de la Vienne
  - Paris-Rouen
  - Championnat des Flandres
  - 1rea étape du Ruban granitier breton
- 1981
  - Grand Prix de Lillers
  - Tour du Cambrésis
  - 3e du Grand Prix des Flandres françaises
- 1982
  - 3e étape des Trois Jours de Vendée
  - Grand Prix de la ville de Pérenchies
  - Grand Prix de Lillers

### Palmarès professionnel
- 1979
  - Grand Prix de Denain
  - 3e du Grand Prix d'Isbergues
  - 10e de Bordeaux-Paris
- 1980
  - 2e du Grand Prix de Denain